# Cape Lookout (North Carolina)
Cape Lookout (dt. auch Kap Lookout) ist der südlichste Punkt der Outer Banks, einer Inselkette vor der Ostküste des Bundesstaates North Carolina in den Vereinigten Staaten von Amerika. Die niedrige, sandige Inselkette, zu der das Kap gehört, liegt zwischen dem Atlantik und dem Atlantic Intracoastal Waterway. Das Kap bezeichnet das westliche Ende der Onslow Bay und das östliche Ende der Raleigh Bay.

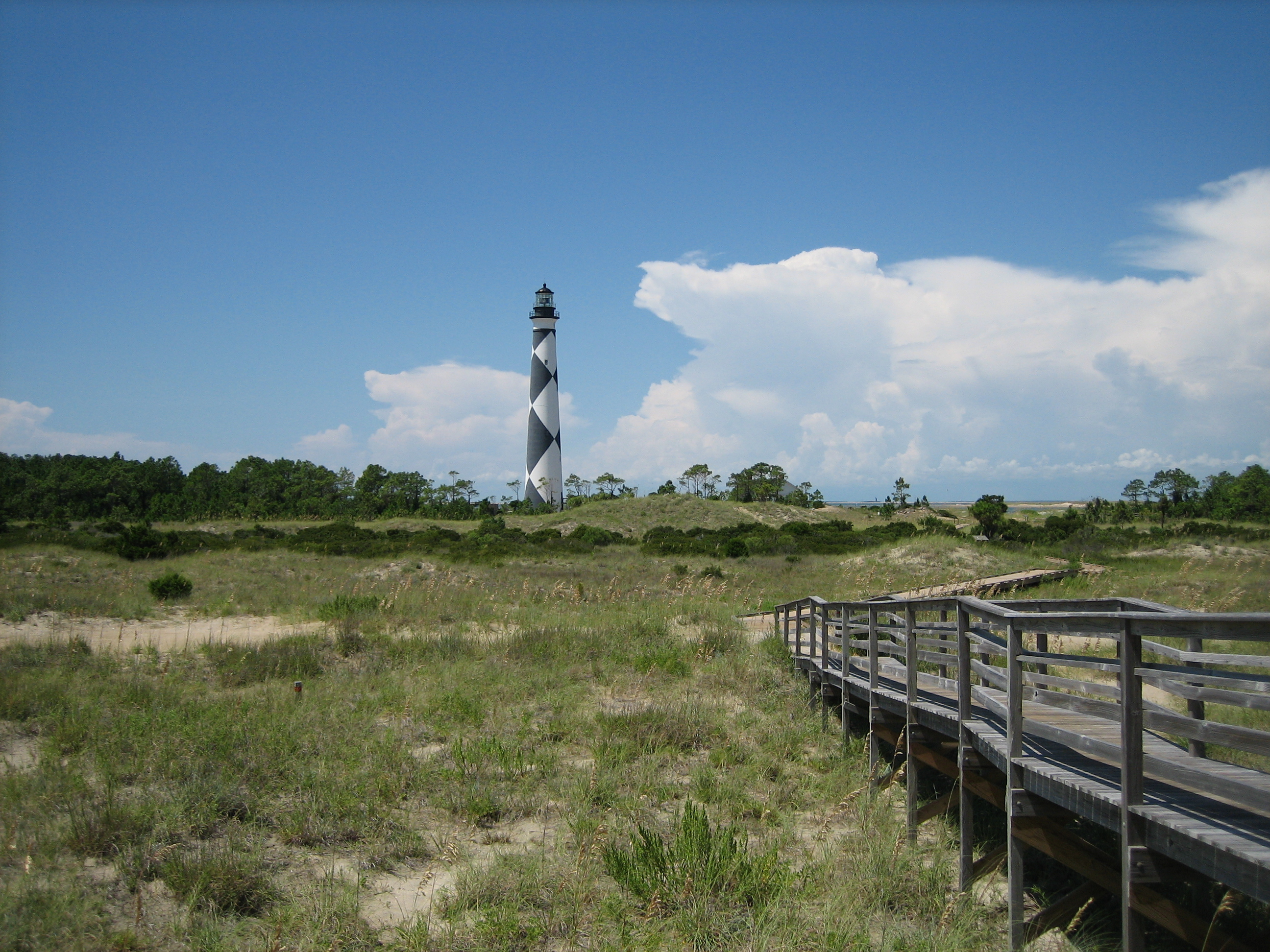
Cape Lookout Lighthouse

Das Kap liegt im Carteret County, etwa 18 Kilometer südöstlich der Kleinstadt Beaufort. 
Teile der Outer Banks, die an das Kap angrenzen, sind Teil eines nationalen Naturschutzgebiets, der Cape Lookout National Seashore. 
In der Nähe des Kaps steht der historische Leuchtturm Cape Lookout Lighthouse. Er ist mit Rauten anstatt des üblichen Streifenmusters bemalt und ist der einzige Leuchtturm der amerikanischen Ostküste, der auch tagsüber betrieben wird.
Koordinaten: 34° 36′ 18″ N, 76° 32′ 10″ W